# Dinarthrum bosniaca
Dinarthrum bosniaca är en nattsländeart som först beskrevs av Marinkovic-gospodnetic 1971.  Dinarthrum bosniaca ingår i släktet Dinarthrum och familjen kantrörsnattsländor. Inga underarter finns listade i Catalogue of Life.